# Vyšné Spišské pleso
Vyšné Spišské pleso (slowakisch seltener auch Horné Spišské pleso oder Zadné Spišské pleso genannt; deutsch Oberer See oder 4. See, ungarisch Szepesi-Felső-tó oder Negyedik-tó, polnisch Zadni Staw Spiski oder Wyżni Staw Spiski) ist ein Bergsee auf der slowakischen Seite der Hohen Tatra.
Er befindet sich im Tal Malá Studená dolina (deutsch Kleines Kohlbachtal) in der Seegruppe Päť Spišských plies (deutsch Zipser Fünfseen), nordöstlich des Sees Veľké Spišské pleso und seine Höhe beträgt 2018 m n.m. Seine Fläche liegt bei 1840 m², er misst 90 × 38 m und seine maximale Tiefe beträgt 1,6 m. Der See gehört zum Einzugsgebiet des Malý Studený potok (deutsch Kleiner Kohlbach), eines Quellflusses des Studený potok im Einzugsgebiet des Poprad.
Der Name erläutert, dass es sich um den höchstgelegenen See innerhalb der Seegruppe handelt. Das Adjektiv Spišské (slow. n.) weist auf die historische Zugehörigkeit zum Komitat Zips hin.
Der See ist nicht von der Hütte Téryho chata sichtbar, teilweise ist er vom grün markierten Wanderweg unterhalb des Sattels Sedielko zu sehen, die besten Aussichten bietet jedoch der nur mit einem Bergführer zu nehmende Weg zum Sattel Baranie sedlo und Berg Baranie rohy.